# HD20283A
HD20283A є хімічно пекулярною зорею спектрального класу
A2 й має видиму зоряну величину в смузі V 
приблизно  7,8.
Вона  розташована на відстані близько 704,4 світлових років 
від Сонця.

## Фізичні характеристики
Зоря HD20283 обертається дуже швидко
навколо своєї осі. Проєкція її екваторіальної швидкості на промінь зору становить  Vsin(i)=233км/сек.

## Пекулярний хімічний вміст
Зоряна атмосфера GSC2852-2473 має підвищений вміст Sr.

## Магнітне поле
Спектр даної зорі вказує на наявність магнітного поля у її зоряній атмосфері.
Напруженість повздовжної компоненти поля оціненої з аналізу
наявних ліній металів
становить 2324,0±2428,0 Гаус.